# Миливоје М. Јовановић
Миливоје М. Јовановић (Рајковац, 1939 — ?, 2019) био је књижевник из Рајковца.

## Биографија
Рођен је у селу Рајковцу у Шумадији. Своје радове објављује у листовима и часописима. Живи и ради у Београду.